# Mont Nirvana
El Mont Nirvana (en anglès Mount Nirvana) és el nom no oficial que rep el segon cim més elevat de les muntanyes Mackenzie. Amb els seus 2.773 msnm és alhora el cim més elevat dels Territoris del Nord-oest del Canadà. El cim va ser escalat per primera vegada el juliol de 1965 per Bill Buckingham i Lew Surdam.